# 馬塞爾·馬爾納
馬塞爾·馬爾納（法語：Marcel Marnat，1933年7月6日—2024年12月17日）是法國音樂學家，記者和廣播製作人。

## 生平
馬塞爾·馬爾納與他人合作撰寫了各種文化報紙和雜誌（包括《戰鬥》、《Jazz Hot》、《Arts》、《Les Lettres Françaises》、《新快報》、《Preuves》、《世界報》、《Disques》、《Harmonie》、《Le Monde de la musique》、《新法國評論》），文章內容涵蓋時事、藝術、電影、文學和新的唱片。
他還是拉威爾基金會的祕書，並為莫里斯·拉威爾編制了一份作品目錄，通用代號為「M.」。

## 出版作品
- 《Maurice Ravel》，[2] Fayard, 1986
- 《Haydn, la mesure de son siècle》，[3] Fayard, 1995
- 《Stravinsky》，Éditions du Seuil, 1995
- 《Antonio Vivaldi》，[4] Fayard, 2003
- 《Giacomo Puccini》，Fayard, 2006
- 其他關於莫傑斯特·穆索斯基、米開朗基羅、大衛·赫伯特·勞倫斯、保羅·克利與路德維希·范·貝多芬的出版品。

## 外部鏈結

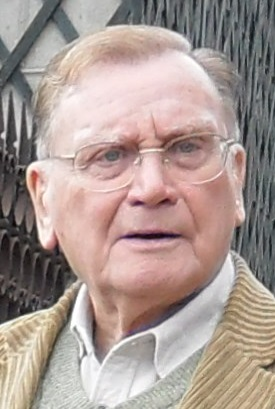
馬塞爾·馬爾納 2011

- Marcel Marnat （页面存档备份，存于） on Éditions Fayard
- Notice biographique on WebThéâtre
- Marcel Marnat （页面存档备份，存于） on France Culture
- Interview with Marcel Marnat (22 February 2003) （页面存档备份，存于） on INA.fr
- Marcel Marnat （页面存档备份，存于） at Diskogs
- Stravinsky et la musique française, intervention de Marcel Marnat on Dailymotion
- Joseph Haydn. La mesure de son siècle by Marcel Marnat (August 1996) （页面存档备份，存于）